# Karl Arnold (kolarz)
Karl Arnold (ur. w XIX wieku - zm. w XX wieku) – niemiecki kolarz torowy, brązowy medalista olimpiady.

## Kariera
Największy sukces w karierze Karl Arnold osiągnął w 1906 roku, kiedy wspólnie ze swym bratem Otto Küpferlingiem zdobył brązowy medal w wyścigu tandemów podczas letniej olimpiady w Atenach. Na tej samej imprezie wystartował w jeszcze trzech kolarskich konkurencjach, ale w spricie i wyścigu na 20 km zajmował odległe pozycje, a w wyścigu na 5 km został zdyskwalifikowany. Ponadto czterokrotnie zdobywał medale torowych mistrzostw świata, ale nigdy nie zwyciężył. Nigdy nie zdobył medalu na torowych mistrzostwach świata.